# Thierry III de Fauquemont
Thierry III de Valkenburg ou Thierry III de Fauquemont , né vers 1270 et mort probablement le 16 juin 1305, est un chevalier médiéval d'origine noble de la maison Valkenburg-Heinsberg.
Il fut seigneur de Fauquemont et de Montjoie entre 1302 et 1305. Le 25 juin 1303, il obtient de la ville de Cologne les droits civils héréditaires et un fief héréditaire de lignée masculine, contre lesquels Thierry s'engage à aider à l'effort de guerre pour cette cité.
En 1305, Thierry obtient le poste de bailli (schoutambt) à Cologne du roi romain Albert de Habsbourg contre paiement de 1400 livres. Thierry n'a pas pu exercer ses fonctions pendant longtemps, car il meurt la même année, sans héritier, et son frère Reinoud lui succède.